# 卡拉斯卡尔德洛维斯波
卡拉斯卡尔德洛维斯波，是西班牙卡斯蒂利亚-莱昂萨拉曼卡省的一个市镇。 总面积41平方公里，总人口251人（2001年），人口密度6人/平方公里。